# 托马斯·恩德雷斯
托马斯·恩德雷斯（德語：Thomas Endres，1969年9月12日—），德国前男子击剑运动员。他曾代表西德参加1988年夏季奥林匹克运动会击剑比赛，获得男子团体花剑银牌。